# Vanmanenia caobangensis
Vanmanenia caobangensis är en fiskart som beskrevs av Nguyen 2005. Vanmanenia caobangensis ingår i släktet Vanmanenia och familjen grönlingsfiskar. Inga underarter finns listade i Catalogue of Life.